# Jardí de l'Administrador humil
El Jardí de l'Administrador humil (en xinès: 拙政园|t=拙政園; en pinyin: Zhuōzhèng Yuán) és un destacat jardí xinès a Suzhou. El jardí es troba al número 178 del carrer Dongbei (东北街178号). Amb 51.950 m2, és el jardí més gran de Suzhou i molts el consideren un dels més bells del sud de República Popular de la Xina. El 1997, Zhuozheng Yuan, juntament amb altres jardins clàssics de Suzhou, va ser proclamat Patrimoni de la Humanitat per la UNESCO.

## Història

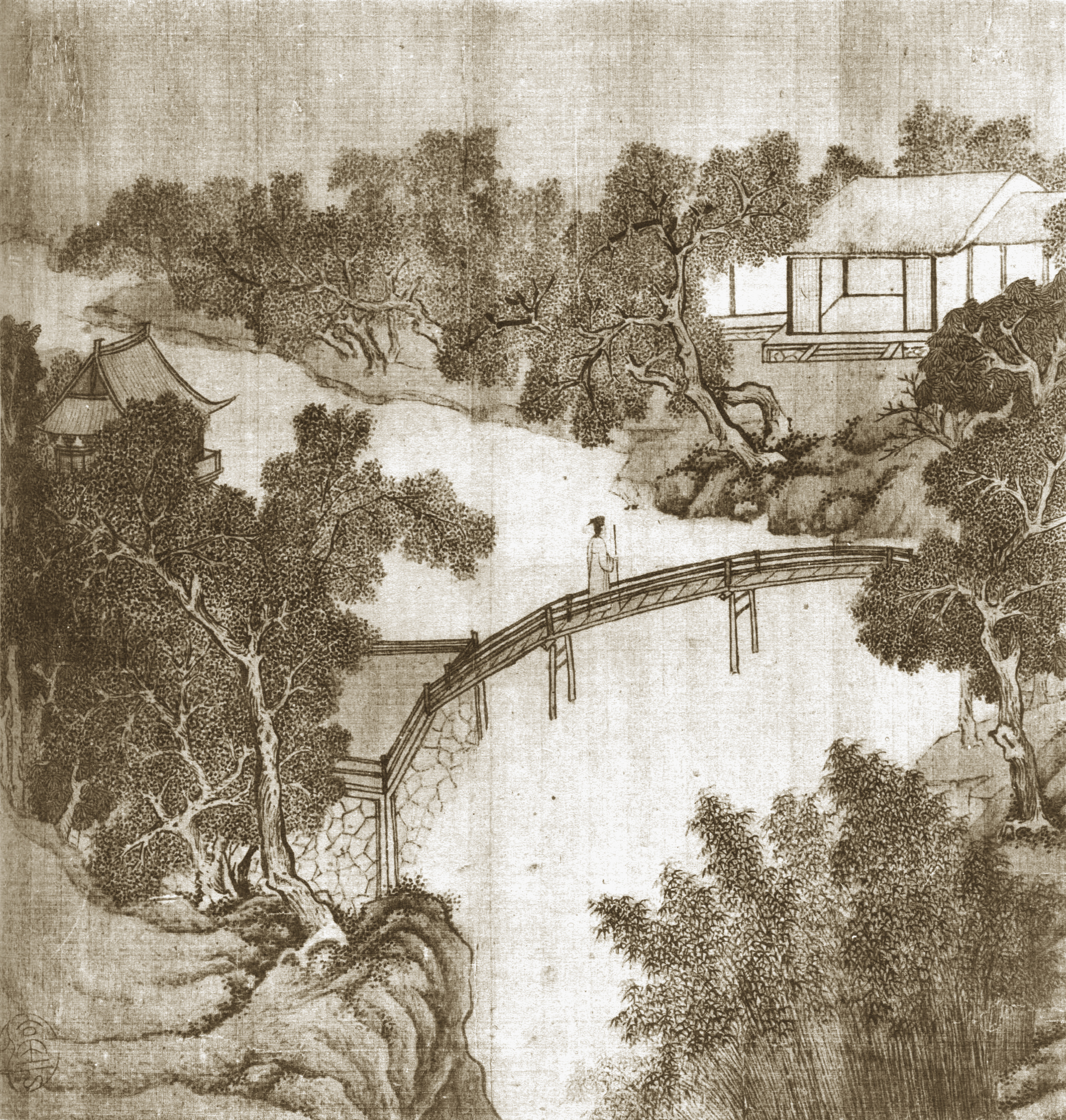
Esbós del jardí, per Wen Zhengming

En aquest lloc de Zhuozhengyuan es va construir primer un jardí durant el període Shaoxing (1131-1162) de la dinastia Song meridional. Després va canviar de propietaris, i va ser destruït o modificat contínuament. Va ser la residència i jardí de Lu Guimeng, un erudit de la dinastia Tang. Més tard, durant la dinastia Yuan es va convertir en el jardí del temple Dahong.
El 1513, Wang Xiancheng, un enviat imperial i poeta de la dinastia Ming va crear un jardí en el lloc de l'arruïnat temple Dahong que havia cremat durant la conquesta Ming. El 1510, es va retirar a la seva ciutat natal de Suzhou amb ocasió de la mort del seu pare. Havia experimentat una tumultuosa vida oficial plena d'alts i baixos, i va abandonar el seu últim càrrec de magistrat del comtat de Yongjia a la província de Zhejiang, i va començar a treballar en el jardí. Aquest jardí, que pretenia expressar el seu refinat gust, va rebre gran atenció per part d'un renomenat artista i amic, originari de Suzhou, Wen Zhengming. El jardí va rebre el seu nom (la primera evidència és del voltant de 1517) d'un vers del famós erudit oficial de la dinastia Jin, Pa Yue, a la seva prosa, Una vida desocupada, «Gaudeixo d'una vida despreocupada plantant arbres i construint la meva pròpia casa... rego el meu jardí i conrec les meves pròpies verdures per menjar... és la vida que s'ajusta bé a un oficial retirat com jo.» Aquest vers simbolitzava el desig de Wang de retirar-se de la política i adoptar una forma de vida ermitanya a la manera de Tao Yuanming. En la prosa rítmica de Xianju, escriu «Aquesta és la manera de governar per a un polític sense èxit». Va trigar 16 anys a acabar-ho, fins al 1526. Wen Zhenming va escriure un assaig Notes del Jardí de l'humil administrador de Wang, i va pintar Paisatges del jardin de l'humil administrador el 1533 incloent 31 pintures i poemes per celebrar el jardí. Wen va produir un segon àlbum de vuit fulles mostrant llocs del jardí el 1551, amb diferents vistes però els mateixos poemes que el 1533.

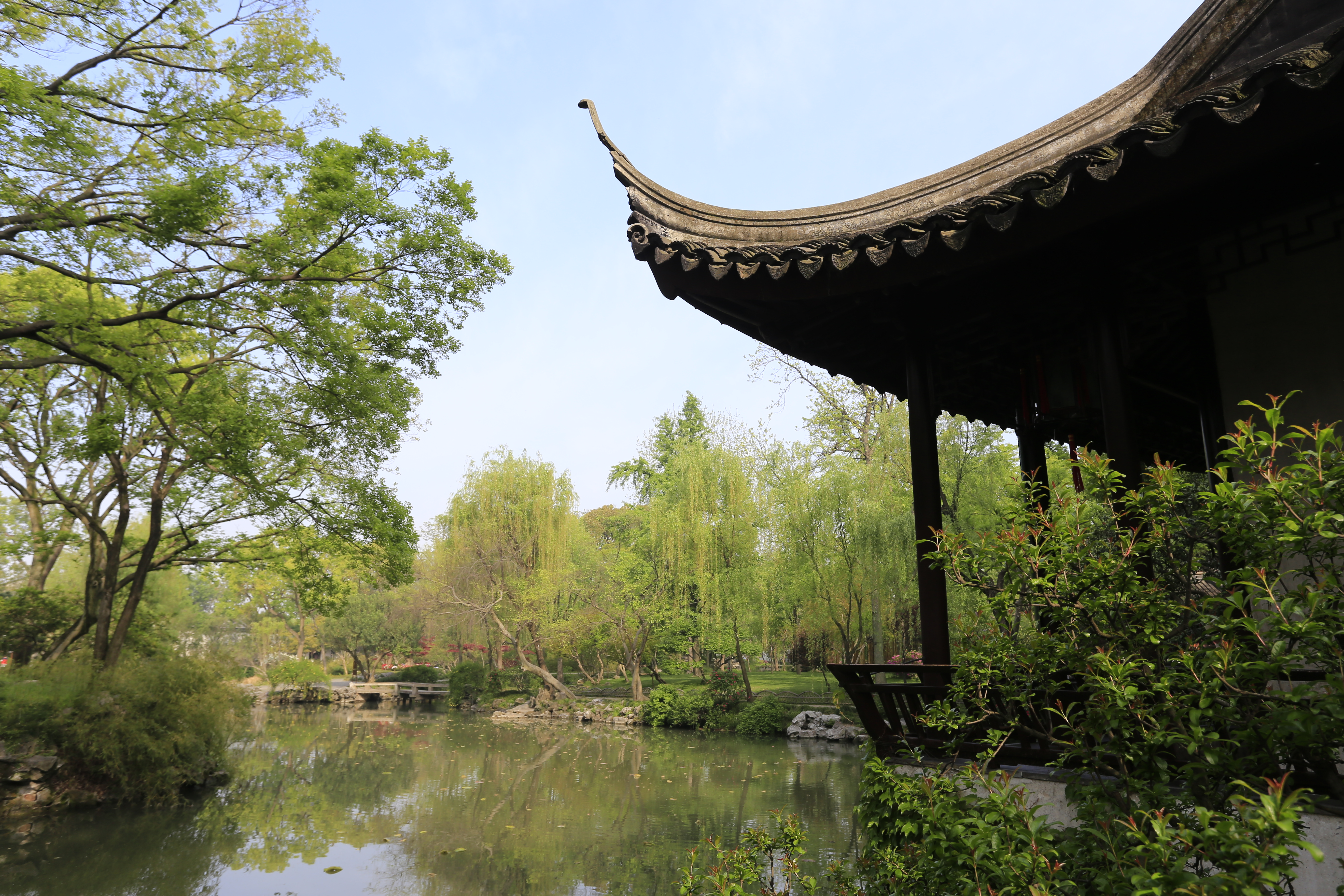
Jardí oriental (Vivint la tornada al camp)

El fill de Wang va perdre el jardí per deutes de joc, i des de llavors ha canviat de mans diverses vegades. El 1631 el jardí oriental va ser separat de la resta i comprat per Wang Xinyi, viceministre del consell de justícia. Va afegir moltes modificacions al llarg dels següents quatre anys, acabant el treball el 1635. En acabar-ho, va ser rebatejat com Vivint la tornada al camp (歸田園居). El jardí central va ser adquirit per Jiang Qi, governador de Jiangsu el 1738. Després d'àmplies renovacions ho va rebatejar com a "Jardí reconstruït". El 1860, es va convertir en la residència d'un príncep Taiping, Li Xiucheng, i va ser remodelat, i l'aspecte actual es diu que procedeix d'aquesta època. També el 1738 el jardí occidental va ser adquirit per Ye Shikuan, historiador, qui ho va rebatejar com "El jardí dels llibres". El jardí dels llibres va ser adquirit per un comerciant de Suzhou, Zhang Lüqian, el 1877 i li va canviar el nom pel de "Jardí subsidiari". El 1949 les tres parts del jardí van ser unides pel govern xinès i posteriorment obertes al públic, després restaurades l'any 1952. El 1997 el jardí va adquirir l'estatus de Patrimoni de la Humanitat, protegit per la UNESCO.
Se suposa que Cao Xueqin, autor del El somni del pavelló vermell, va viure en el jardí durant els seus anys d'adolescent. Entre els erudits xinesos, es creu que gran part del jardí de la seva novel·la Somni del pavelló vermell s'inspira a l'escenari del Jardí de l'Administrador humil.

## Disseny

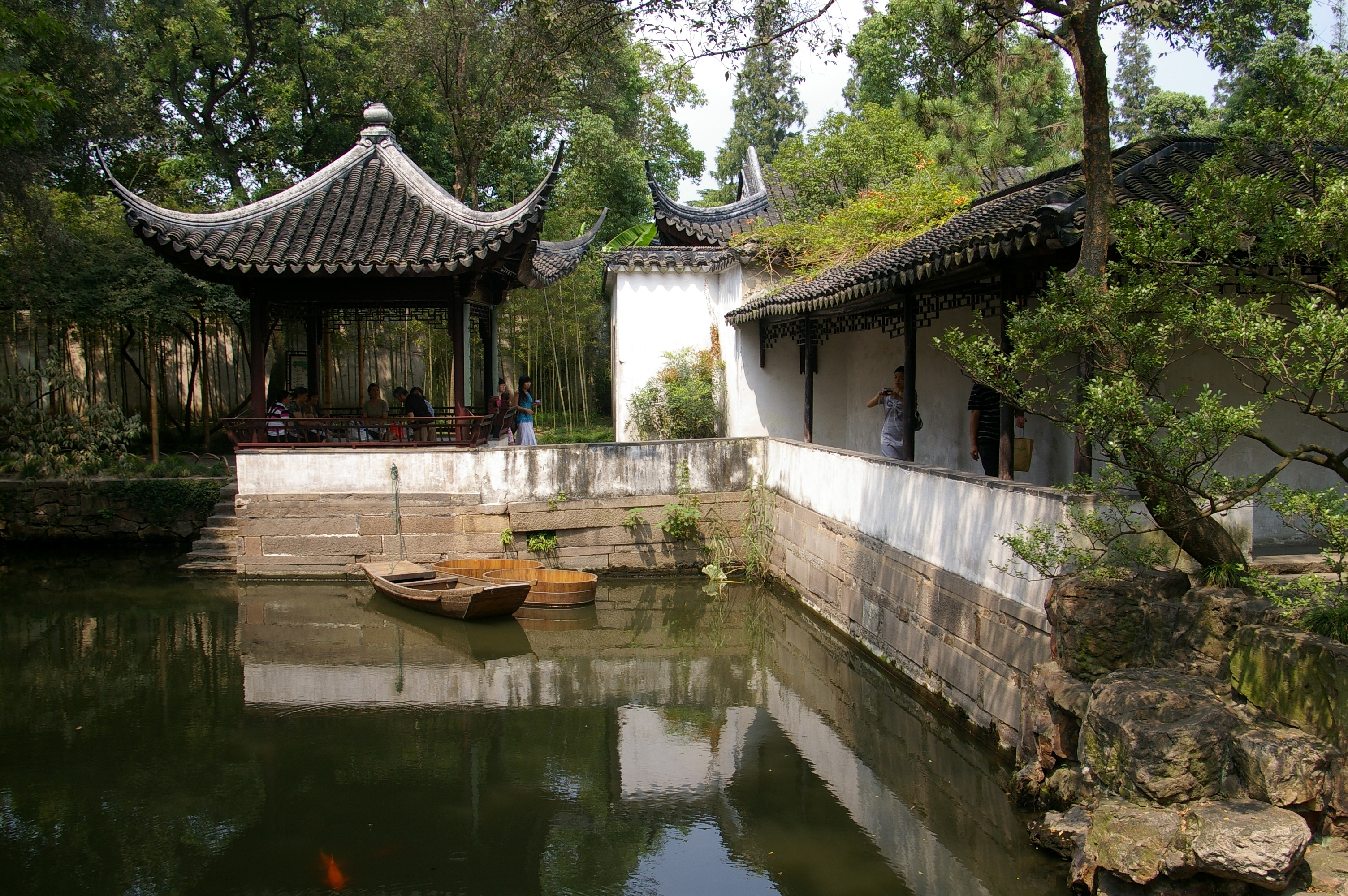
El Jardí de l'Administrador humil.

El jardí conté nombrosos pavellons i ponts col·locats en un laberint de piscines i illes connectats. Està format per tres grans parts col·locades entorn d'un gran llac: la part central (Zhuozheng Yuan), la part oriental (en el passat nomenat Guitianyuanju, Vivint al retorn al camp), i una part occidental (el Jardí suplementari). La casa queda al sud del jardí. En total, el jardí conté 48 edificis diferents amb 101 tabletas, 40 deixants, 21 arbres vells preciosos i més de 700 «penjing/penzai» a l'estil de Suzhou. Segons Lou Qingxi, comparat l'estil del període Zhenghe en la dinastia Ming, el jardí «ara té més edificis i illots», i encara que li falta un sentiment «elevat», és «encara una obra mestra de treball meticulós».Liu Dunzhen que va jutjar que la disposició de les roques i l'aigua en les llacunes del terç central va poder haver tingut els seus orígens en l'època Qing primerenca. El terç occidental conserva la disposició de finals del segle xix, mentre que el terç oriental ha vist diverses renovacions des de llavors. Però Craig Clunas creu que fins i tot això és irracionalment optimista, i subratlla que Liu Dunzhen i uns altres tendien a implicr que, «malgrat les vicissituds de la història, hi ha una continuïtat a un nivell molt més important d'essència».
Jardí oriental: Compost d'uns pocs edificis al voltant d'un gran prat central amb llacuna. El prat està envoltat per un bosquet de lila de les Índies que és una al·lusió al secretariat d'estat de la dinastia Tang que era sobrenomenat el "Departament de la lila de les Índies".
Jardí central: Aquesta secció està composta per moltes escenes disposades al voltant d'una llacuna de "ona que sorgeix". Dins de la llacuna hi ha tres illes que recreen l'escenari d'illes de fades del mar oriental.
Jardí occidental: Aquesta part és només la meitat de la grandària de la part central, i també està dominada per aigua. La llacuna va de nord a sud, i en la part central s'alça un illot. Encara que petit, està planejat amb meticulositat i precisió. Els edificis, encara que nombrosos, no s'amunteguen, les petites muntanyes i estanys no donen una impressió atapeïda.